# Michális Morfís
Michális Morfís (en grec moderne : Μιχάλης Μορφής) est un footballeur international chypriote né à Nicosie le 15 janvier 1979 qui joue actuellement pour le Doxa Katokopias.

## Palmarès
- Avec l'APOEL Nicosie
  - Champion de Chypre en 2002, 2004, 2007 et 2009
  - Vainqueur de la Coupe de Chypre en 1999, 2006 et 2008.
  - Vainqueur de la Supercoupe de Chypre en 2002, 2004, 2008 et 2009.